# Trần Đại Nghĩa
Trần Đại Nghĩa (13 tháng 9 năm 1913 – 9 tháng 8 năm 1997) là một Giáo sư, Viện sĩ, kỹ sư quân sự, nhà bác học, Tướng lĩnh Quân đội nhân dân Việt Nam, Anh hùng Lao động, Viện sĩ Viện Hàn lâm Khoa học Liên Xô, người đã đặt nền móng xây dựng ngành khoa học kỹ thuật quân sự và công nghiệp quốc phòng Việt Nam. Nguyên Cục trưởng Cục Quân giới - Bộ Quốc phòng (nay là Tổng cục Công nghiệp Quốc phòng) kiêm Giám đốc Nha nghiên cứu Quân giới - Bộ Tổng Tư lệnh Quân đội (nay là Viện Khoa học và Công nghệ Quân sự), hiệu trưởng đầu tiên của trường Đại học Bách khoa Hà Nội (nay là Đại học Bách khoa Hà Nội).

## Tuổi trẻ
Ông tên thật là Phạm Quang Lễ, sinh ngày 13 tháng 9 năm 1913 trong một gia đình nhà giáo nghèo tại xã Chánh Hiệp, huyện Tam Bình, tỉnh Vĩnh Long. Mồ côi cha lúc 6 tuổi, ông được mẹ và chị gái đã tần tảo nuôi dưỡng cho ăn học. Giữa 1933, Phạm Quang Lễ đã thi đỗ đầu hai bằng tú tài: Tú tài Việt và Tú tài Tây. Nhưng vì nhà nghèo, không có tiền đi Hà Nội để học tiếp, Phạm Quang Lễ quyết định đi làm giúp mẹ, giúp chị và nuôi chí vươn lên, chờ thời cơ.
Sau 2 năm làm việc tại các Đại sứ quán Mỹ, ông đã gặp nhà báo Dương Quang Ngưu người đã giúp ông có được một học bổng Chasseloup-Laubat du học tại Paris. Năm 1935, ông đi du học Pháp và tốt nghiệp kỹ sư và cử nhân toán học tại các trường: trường Bách khoa Paris (École Polytechnique), Đại học Mỏ (École nationale supérieure des mines de Paris), Đại học Điện, Đại học Sorbonne, Đại học Cầu đường Paris ( École nationale des ponts et chaussées ). Sau đó ông ở lại Pháp làm việc tại Trường Quốc gia Hàng không và Vũ trụ (École nationale supérieure de l'aéronautique et de l'espace). Năm 1942, ông sang Đức làm việc trong xưởng chế tạo máy bay và Viện nghiên cứu vũ khí.

## Về nước tham gia chính quyền cách mạng
Tháng 5 năm 1946, Chủ tịch Hồ Chí Minh qua Pháp thương thuyết với Bộ trưởng Thuộc địa Marius Moutet. Ông cùng với kỹ sư luyện kim Võ Quý Huân, bác sĩ Trần Hữu Tước theo Hồ Chủ tịch về nước, tham gia tổ chức, chế tạo vũ khí cho quân đội tại núi Việt Bắc. Ngày 5 tháng 12 năm đó, Hồ Chí Minh đặt tên mới cho ông là Trần Đại Nghĩa và trực tiếp giao cho ông làm Cục trưởng Cục Quân giới (nay là Tổng cục Công nghiệp Quốc phòng Việt Nam), năm 1948 phong quân hàm Thiếu tướng , Giám đốc Nha nghiên cứu Quân giới (nay là Viện Khoa học và Công nghệ Quân sự), Bộ Tổng tư lệnh Quân đội.
Trong quân đội ông từng giữ các chức vụ: Cục trưởng Cục pháo binh, Phó chủ nhiệm Tổng cục Hậu cần (1966), Phó Chủ nhiệm Tổng cục Kỹ thuật.
Vào thời đó, quân đội Việt Nam rất thiếu thốn vũ khí, quân ta phải dùng vũ khí cảm tử như bom ba càng để đánh xe tăng Pháp. Với kiến thức tích lũy trong 11 năm học tập ở nước ngoài, tháng 11 năm 1946, Trần Đại Nghĩa cùng các cộng sự bắt tay nghiên cứu chế tạo súng và đạn chống tăng Bazooka để bộ đội Việt Nam có vũ khí chống xe tăng và lô cốt Pháp. Sản phẩm hoàn toàn đạt yêu cầu, tương đương tính năng súng Bazooka cỡ 60mm của Mỹ. Bazooka Việt Nam bắt đầu chiến đấu vào ngày 5 tháng 3 năm 1947, 10 quả đạn và 3 khẩu súng chuyển về Trung đoàn Thủ đô (do tướng Vương Thừa Vũ chỉ huy) đã bắn cháy 2 xe tăng Pháp tại chùa Trầm, Quốc Oai (Hà Nội). Đến tháng 4 năm 1947, súng Bazooka bắt đầu sản xuất hàng loạt gửi đi các chiến trường.
Sau đó, ông tiếp tục nghiên cứu chế tạo súng không giật (SKZ) cỡ 60mm. Súng SKZ 60 là loại vũ khí công đồn nặng khoảng 26 kg, có thể tháo rời để mang vác, đầu đạn nặng khoảng 9 kg, có thể xuyên thủng bê tông dày trên 60 cm. SKZ 60 lần đầu lập chiến công phá tan boong ke kiên cố của Pháp trong chiến thắng phố Ràng, phố Lu của Trung đoàn Thủ Đô - Đại đoàn 308 trong Chiến dịch Lê Hồng Phong cuối năm 1949.
Sau khi hòa bình lập lại ở miền Bắc ông được chuyển sang lĩnh vực dân sự giữ chức vụ: Thứ trưởng Bộ Công thương, Thứ trưởng Bộ Công nghiệp nặng , Ủy viên Ủy ban Khoa học Nhà nước , Chủ nhiệm Ủy ban Kiến thiết Cơ bản Nhà nước, Chủ nhiệm Ủy ban Khoa học và Kỹ thuật Nhà nước,, Viện trưởng Viện Khoa học Việt Nam (1975), Chủ tịch đầu tiên của Liên hiệp các Hội Khoa học và Kĩ thuật Việt Nam (nhiệm kỳ 1983-1988), Đại biểu Quốc hội khoá II, III.
Ông được phong quân hàm Thiếu tướng trong đợt đầu tiên năm 1948. Ông đã được trao tặng Huân chương Hồ Chí Minh và danh hiệu Anh hùng Lao động (tại đại hội Anh hùng, chiến sĩ thi đua toàn quốc đầu tiên năm 1952).
Năm 1956, trường Đại học Bách Khoa Hà Nội được thành lập, Giáo sư Trần Đại Nghĩa là hiệu trưởng đầu tiên.
Năm 1996, ông được Nhà nước Việt Nam trao tặng Giải thưởng Hồ Chí Minh đợt 1 về Cụm công trình nghiên cứu và chỉ đạo kỹ thuật chế tạo vũ khí (Bazooka, súng không giật, bom bay) trong thời kỳ kháng chiến chống Pháp 1945-1954. Các công trình nghiên cứu của ông được quốc tế đánh giá cao, được ứng dụng rộng rãi trong Quân đội nhân dân Việt Nam và là nỗi kinh hoàng của quân đội đối phương. Trong tác phẩm Street Without Joy của Bernard B. Fall ở trang 237 có viết về súng SKZ của ông như sau "...and the feared Viet-Minh SKZ recoilless cannon opened up at minimum range upon the "soft" vehicles...".
Năm 1966, ông được bầu làm Viện sĩ nước ngoài của Viện Hàn lâm Khoa học Liên Xô.
Khi được hỏi tại sao ông lại tình nguyện rời bỏ cuộc sống đầy đủ tại Pháp để về nước tham gia kháng chiến, chấp nhận cuộc sống khó khăn gian khổ, ông từng nói: "Bạn bè của tôi ở lại bên Pháp, họ đều sung sướng, đầy đủ hơn tôi rất nhiều. Nhưng về khía cạnh phụng sự Tổ quốc, họ chẳng có gì cả."
Ngày đất nước hoàn toàn giải phóng 30/4/1975, Trần Đại Nghĩa có ghi vào cuốn sổ tay của mình: “Ngày 30/4/1975, nhiệm vụ của tôi đã hoàn thành, vì hoài bão của tôi hồi nhỏ, sứ mạng của tôi rất đơn giản là tham gia về mặt khoa học, kỹ thuật vũ khí trong cuộc đấu tranh vũ trang cách mạng để giải phóng đất nước, và nay đất nước đã được giải phóng, tôi không muốn gì hơn nữa, vì một đời người không thể làm hơn”
Những năm cuối đời, ông cùng gia đình trở về quê hương miền Nam, sinh sống tại quận Phú Nhuận, Thành phố Hồ Chí Minh.
Ông mất vào 16 giờ 20 phút ngày 9 tháng 8 năm 1997, hưởng thọ 83 tuổi.

## Vinh danh

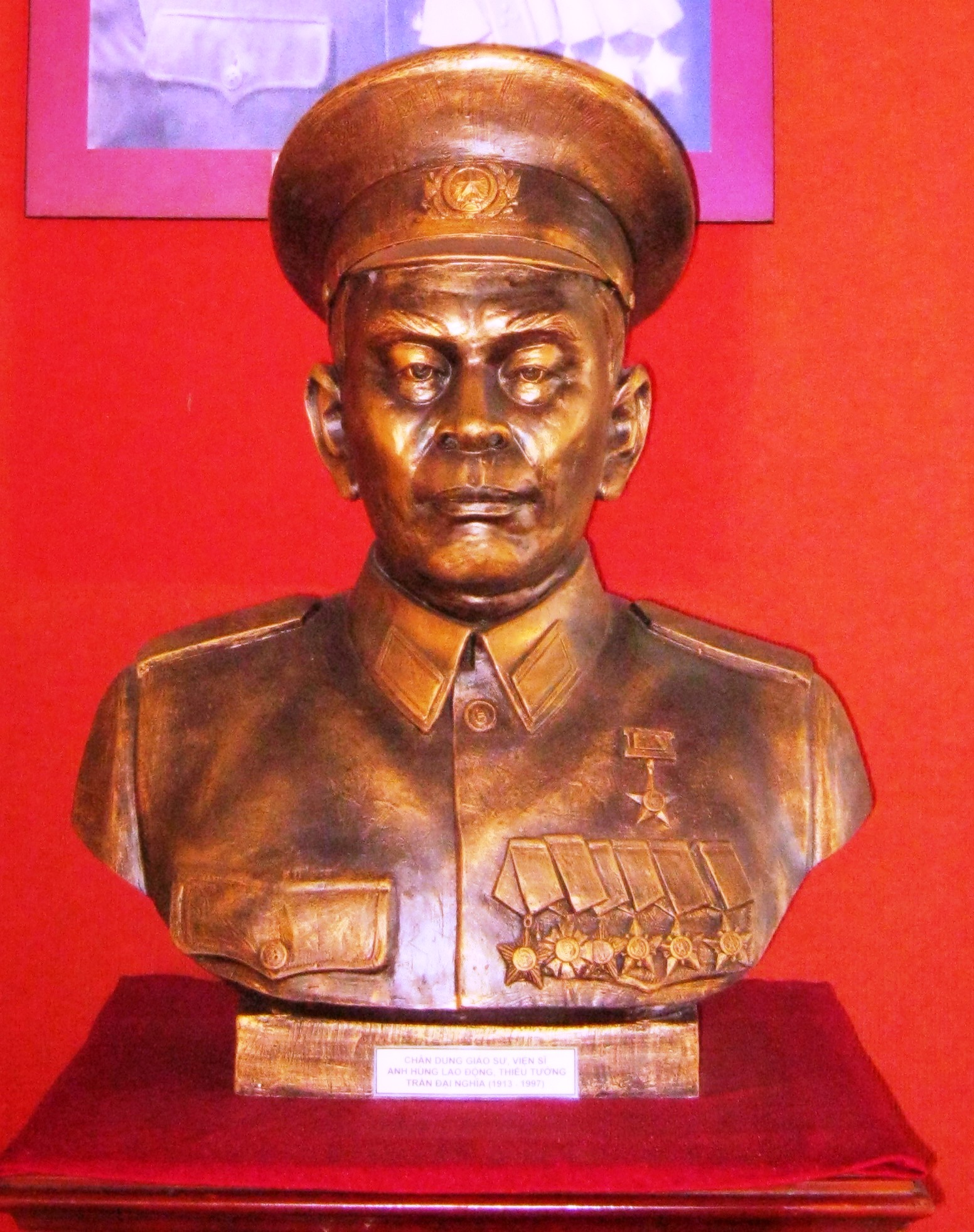
Tượng Trần Đại Nghĩa trong Nhà trưng bày truyền thống lịch sử – cách mạng Vĩnh Long.

### Tên đường phố
Tại Thành phố Hồ Chí Minh, tên ông được đặt cho một con đường tại quận Bình Tân, đi từ Quốc lộ 1 (gần vòng xoay An Lạc) vào khu công nghiệp Lê Minh Xuân.
Cuối tháng 8 năm 2007, tại Hà Nội, tên của ông cũng được đặt cho một con đường nối đường Đại Cồ Việt cắt ngang qua phố Lê Thanh Nghị, đường Đại La đến khu tập thể Thành ủy Hà Nội (đầu sông Sét), song song với phố Tạ Quang Bửu (trên cơ sở đoạn phía bắc của sông Sét đã được cống hóa). Con đường đi qua ba trường đại học lớn và quan trọng lần lượt là Đại học Bách khoa Hà Nội, Đại học Xây dựng Hà Nội và Đại học Kinh tế Quốc dân để nhắc nhở cho các thế hệ sinh viên về lòng yêu Tổ quốc, yêu dân tộc.
Tại TP Đà Nẵng cũng có con đường mang tên ông nối liền từ Núi Ngũ Hành Sơn (cuối đường Lê Văn Hiến) đến địa phận tỉnh Quảng Nam (đường vào Phố cổ Hội An. Năm 2009 con đường này đang được mở rộng 48m. Tại TP Nam Định, tỉnh Nam Định cũng có con phố mang tên ông thuộc Khu Đô thị Hòa Vượng, dài 400m. Tại TP Quảng Ngãi, năm 2023 ông được đặt cho một con đường thuộc phường Trương Quang Trọng, dài 800m.

### Tên Trường đại học và phổ thông
Ngày 23 tháng 12 năm 2010, Thủ tướng Chính phủ đã ký Quyết định số 2345/QĐ-TTg thành lập Trường Đại học Trần Đại Nghĩa trên cơ sở nâng cấp Trường Sĩ quan Kỹ thuật quân sự (Vin-hem-Pích) có trụ sở chính tại 189 Nguyễn Oanh, phường 10, quận Gò Vấp, Thành phố Hồ Chí Minh.
Ngoài ra tên của ông còn được đặt cho một số trường học trên cả nước, trong đó có Trường THPT chuyên Trần Đại Nghĩa ở Thành phố Hồ Chí Minh, Trường Trung học phổ thông Trần Đại Nghĩa ở huyện Tam Bình,Trường Trung học phổ thông Trần Đại Nghĩa ở huyện Quế Sơn,tỉnh Quảng Nam,Trường Trung học phổ thông Trần Đại Nghĩa ở Thành phố Cần Thơ, Trường Trung học phổ thông Trần Đại Nghĩa ở Thành phố Tây Ninh, ...

### Tên tàu biển
Ngày 10 tháng 10 năm 2010, công ty đóng tàu Sông Thu – Tổng cục Công nghiệp Quốc phòng cũng hạ thủy tàu khảo sát đầu tiên của Việt Nam có ký hiệu HSV-6613 mang tên Trần Đại Nghĩa sau hơn 2 năm đóng theo đặt hàng của Đoàn đo đạc biên vẽ hải đồ và nghiên cứu biển (thuộc Quân chủng Hải quân Việt Nam), chuyên dụng đáp ứng yêu cầu của công tác khảo sát, đo đạc biển.

### Khu lưu niệm Giáo sư – Viện sĩ Trần Đại Nghĩa
Ngày 24 tháng 11 năm 2013, Ủy ban nhân dân tỉnh Vĩnh Long tổ chức khởi công xây dựng Khu lưu niệm Giáo sư – Viện sĩ Trần Đại Nghĩa tại ấp Mỹ Phú 1, xã Tường Lộc, huyện Tam Bình, tỉnh Vĩnh Long. Khu lưu niệm được xây dựng trên diện tích khoảng 16.000 m², gồm các hạng mục chính như: Nhà tưởng niệm, nhà trưng bày, phòng hội thảo, chiếu phim, sinh hoạt truyền thống, quảng trường, các hạng mục phụ trợ và cảnh quan. Có tổng kinh phí là 2,6 tỷ đồng và thu nhập hơn 868 tài liệu, tư liệu của Trần Đại Nghĩa. Theo báo cáo của ban quản lý khu lưu niệm, từ sau ngày khánh thành (tức 18 tháng 5 năm 2015) đến nay, khu lưu niệm đã đón 28,377 khách tham quan trong và ngoài tỉnh cùng nhiều khách nước ngoài.

### Tên giải thưởng
Ngày 16 tháng 11 năm 2015, Chủ tịch Viện Hàn lâm Khoa học và Công nghệ Việt Nam ra Quyết định số 1883/QĐ-VHL về việc Ban hành Quy chế Giải thưởng Trần Đại Nghĩa nhằm tôn vinh tác giả của các công trình nghiên cứu có giá trị khoa học xuất sắc và đã trực tiếp tổ chức triển khai ứng dụng để đóng góp vào sự phát triển kinh tế, xã hội và đảm bảo an ninh quốc phòng của đất nước. Giải thưởng được trao lần đầu tiên vào năm 2016